# Xiaoxin Yang
Pour les articles homonymes, voir Yang.
Xiaoxin Yang (née le 8 janvier 1988 à Pékin) est une joueuse franco-monégasque de tennis de table d'origine chinoise.

## Carrière
Classée n°52 mondiale en 2016, elle a évolué dans le championnat de France par équipe dans le club de CP Lys-lez-Lannoy Lille Métropole.
Elle a remporté le titre de championne de France de tennis de table en simple et en double en avril 2016.
Elle évolue à l'Association sportive de Monaco ainsi que pour la Fédération monégasque de tennis de table,.
Elle est nommée porte-drapeau de la délégation monégasque aux Jeux olympiques d'été de 2020 à Tokyo avec le rameur Quentin Antognelli.
Aux Jeux méditerranéens de 2022 à Oran, elle remporte la médaille d'or en simple.
Elle est médaillée d'argent en simple dames aux Jeux européens de 2023.

## Palmarès
- 1/4 de finaliste de la Champions League en 2010
- 3 fois championne de France par équipes
- Vainqueur de l’Open de Croatie ITTF en 2014
- Finaliste de la Coupe d’Europe par équipes en 2014
- Championne de France en simple et en double en 2016
- Médaillée d'argent des Jeux méditerranéens de 2018
- Médaillée d'or des Jeux méditerranéens de 2022
- Médaillée d'argent des Jeux européens de 2023